# Heugen
Heugen is een kaartspel dat gespeeld wordt door drie personen.  
Heugen is waarschijnlijk afgeleid van het oude spel vijfhonderden en het moderne klaverjassen. Hoewel heugen doorgaans met drie spelers wordt gespeeld, bestaat er ook een variant die gespeeld wordt door twee personen.

## Geven
Alleen de 30 kaarten van 8 en hoger voor de schoppen en klaveren en 7 en hoger voor harten en ruiten, inclusief de azen, worden gebruikt. De kaarten met de klok mee gedeeld, iedere speler ontvangt er 9, meestal wordt 3-3-3 gedeeld (een voor een delen wordt als not-done beschouwd). De laatste 3 kaarten worden in het midden van de tafel neergelegd. 
Het is ook gebruikelijk de kaarten maar 3 of 4 keer in de hand te schudden.  Als alle spelers troep hebben (niemand kan 100 bieden) dan wordt een potje kleur bekennen gespeeld om de kaarten te verbeteren voor de volgende hand.

## Puntenwaardering
De kaarten hebben een puntenwaarde die meteen ook de relatieve hoogte van de kaart bepaalt.
Voor de troefkaarten is de volgorde: Boer = 20 punten, Negen (de nel) = 14 punten, Aas = 11 punten, Tien = 10 punten, Heer = 3 punten, Vrouw = 2 punten, Acht = 0 punten, Zeven = 0 punten.
Voor de drie andere kleuren is dit: Aas = 11 punten, Tien = 10 punten, Heer = 3 punten, Vrouw = 2 punten, Boer = 1 punt, Negen = 0 punten, Acht = 0 punten, Zeven = 0 punten.

## Bieden
Beginnend bij de speler links van de deler wordt geboden of gepast.  Het minimale bod is 100.  Als een speler eenmaal gepast heeft mag hij niet meer bieden tijdens de huidige hand.  De andere spelers mogen het bod verhogen (hier komt de naam Heugen van) met een minimum van 10 punten, of passen.  Als niemand een bod verhoogt dan mag de speler die als laatste geboden heeft spelen.

## Ruilen
De hoogste bieder mag als hij hiervoor kiest de 3 kaarten in het midden van de tafel omkeren (zodat iedereen ze kan zien), daarna neemt hij deze in zijn hand en legt drie kaarten omgekeerd op tafel neer (deze tellen als punten voor de hoogste bieder mee).  Als de speler de drie kaarten niet ruilt en hij haalt wat hij heeft geboden, dan worden bij de puntentellen de extra punten niet gehalveerd, dus hij krijgt effectief dubbele punten.

## Roem
Na het ruilen (of nadat de speler besluit om niet te ruilen) kondigt de hoogste bieder, voordat hij de eerste kaart speelt, aan welke kleur troef is, en hoeveel min hij heeft (de hoeveelheid roem in zijn of haar hand).  Nadat de 3e slag is gespeeld maar voordat hij is opgepakt mogen de tegenstanders vragen wat de roem nou precies was en is de speler verplicht dat te melden.
Roem is de aanduiding voor een opeenvolgende serie kaarten. Een driekaart in dezelfde kleur levert 20 punten op. Een vierkaart levert 50 punten op. Voor het bepalen van de volgorde geldt weer de standaardvolgorde A-H-V-B-10-9-8-7. Een vijfkaart, zeskaart of zevenkaart levert 100 punten op.  De hoogste kaart in een serie moet minimaal een A-H-V-B zijn.  Dus een serie van 10-9-8 telt niet als roem, maar B-10-9 telt wel.
Vier azen, heren of vrouwen in de hand leveren 100 punten roem op en vier boeren 200.
De combinatie Heer en Vrouw van troef heet stuk en levert 20 punten extra op. Het stuk is altijd geldig. Een vierkaart waarin het stuk zit, bijvoorbeeld Aas, Heer, Vrouw, Boer van troef levert dus 50 roem + 20 punten = 70 punten op.
De roem telt mee als punten voor de hoogste bieder, vaak wordt de roem afgetrokken van wat er geboden is.  Dus als iemand 150 heeft geboeden en hij heeft 120 roem dan hoeft hij nog maar 30 punten te behalen.

## Spelen
De kaarten worden in slagen uitgespeeld: te beginnen met de speler links van de gever en met de klok mee legt iedere speler een kaart op tafel. Wie de slag wint, mag met de eerste kaart van de volgende slag uitkomen.
De hoogste bieder komt altijd als eerste uit.  Elke slag die gehaald is wordt voor de speler neergelegd, de tegenstanders maken samen een stapel met alle slagen die zij gehaald hebben.

### Troeven
Bij heugen moet men de gevraagde kleur altijd bekennen. Heeft men geen kaarten meer in die kleur dan mag men troeven.  Er is geen troefplicht.

## Puntentelling
In totaal zijn er 151 punten in het spel: 60 voor de troefkaarten, drie keer 27 voor de niet-troefkaarten en het behalen van de laatste slag levert nog eens 10 punten op. Als de punten worden opgeteld worden ze afgerond naar een meervoud van 10 punten.  Als het laatste cijfer 1 is wordt naar beneden afgerond als het een 2 - 9 is naar boven.  (Dus 151 punten wordt afgerond naar 150, 132 wordt afgerond naar 140.) De hoogste bieder moet meer punten zien te behalen dan er geboden is. Als er roem in de hand was aangekondigd wordt deze afgetrokken van de punten die er geboden zijn. Als de hoogste bieder minder punten haalt dan er geboden is (na aftrek van de roem) dan is hij nat en verliest de speler het aantal punten dat hij tekort is keer twee, de andere spelers krijgen elke het aantal punten dat de speler erin is gegaan erbij.  Als de speler haalt wat hij heeft geboden dan krijgt hij de punten die hij meer heeft dan zijn bod erbij (en de andere twee spelers moeten ieder de helft betalen).
Indien alle slagen bij de speler belanden heet dat kapot en krijgt hij 100 punten extra.  Deze extra punten worden echter pas bijgeteld nadat de berekening van de punten klaar is.

## Heugen met twee personen
Met twee spelers wordt het spel hetzelfde gespeeld als met drie, echter er wordt een extra hand gedeeld die gedekt op tafel blijft liggen.  Verder zijn alle regels hetzelfde.

## Huëge
Huëge is de Limburgse versie van dit kaartspel. De spelregels wijken op drie punten af:
- de rode zevens (niet de zwarte) worden uit het spel gelaten;
- de bonus op de laatste slag is 5 punten in plaats van 10. Daarmee is de totale puntenwaarde van het spel 146 i.p.v. 151;
- men mag altijd troeven, ook als men zou kunnen bekennen.

Dit derde punt is de essentie van het huëge: het feit dat je te allen tijde ‘wild’ mag introeven moedigt de spelers aan om flink hoog te bieden, meestal te hoog. Daarom is het bij Huëge ondenkbaar dat geen van de spelers hoger dan honderd biedt.